# Exit Festival
Het EXIT Festival is een jaarlijks terugkerend muziekfestival dat wordt gehouden in het Fort van Petrovaradin in de Servische stad Novi Sad. Het festival vindt meestal plaats in het tweede weekend van juli en duurt vier dagen. EXIT Festival is het grootste popfestival van de Balkan. Het trok meer dan 200.000 bezoekers in 2022.
Het EXIT Festival is ontstaan uit een honderd dagen durend studentenprotest tegen de toenmalige Servische president Slobodan Milošević in het jaar 2000, dat als de eerste editie van het EXIT Festival wordt beschouwd. Het jaar erna verhuisde het festival naar haar huidige locatie, het Petrovaradin Fort. Nog altijd is sociaal activisme een belangrijke drijfveer voor de organisatie van het festival.
Het festival won in januari 2013 de European Festival Award voor 'Best Major Festival'. Dit is de meest prestigieuze prijs die een Europees festival kan winnen. De prijs werd uitgereikt tijdens het festival Eurosonic in Groningen. Daarnaast won EXIT Festival in 2018 een Festival Award van Festileaks voor de 'beste locatie'.
De organisatie van het EXIT Festival startte in 2014 ook het Sea Dance Festival in Budva, Montenegro. Samen met het EXIT Festival wordt dit het EXIT Adventure genoemd. Het Sea Dance Festival werd in januari 2014 uitgeroepen tot 'Best Medium-Sized Festival' bij de European Festival Awards.
In 2020 werd het festival vanwege de coronapandemie eerst vijf weken uitgesteld, maar later alsnog geannuleerd. In 2021 was EXIT Festival een van de weinige festivals ter wereld, die, ondanks de coronapandemie, wel doorging. Dat gebeurde wel met een lagere capaciteit: 10% van het totaal.

## Festival jaar per jaar
| Jaar               | Data                                                 | Bezoekers   | Artiesten |
| ------------------ | ---------------------------------------------------- | ----------- | --- |
| EXIT Festival 2000 | 28–29 augustus                                       |             | Darkwood Dub, Orthodox Celts, Eyesburn, Bob Sinclair, Tony Allen, Van Gogh, Atheist Rap, Deca loših muzičara |
| EXIT Festival 2001 | 6 –14 juli                                           | 150.000     | Finley Quaye, Banco de Gaia, Kosheen, Tony Allen, manCHILD, 4hero, KUD Idijoti |
| EXIT Festival 2002 | 5–13 juli                                            | 250.000     | David Morales, Marshall Jefferson, Erick Morillo, Asian Dub Foundation, Smoke City |
| EXIT Festival 2003 | 3–6 juli                                             | 220.000     | Rollins Band, Moloko, Stereo MC's, Chumbawamba, Soul II Soul, Shane MacGowan, Tim Deluxe, Jeff Mills, Rambo Amadeus, Roni Size |
| EXIT Festival 2004 | 1–6 juli                                             | 240.000     | Massive Attack, Soulfly, Iggy and the Stooges, Cypress Hill, Brand New Heavies, Goldfrapp, The Wailers, Rambo Amadeus, 4hero, Neneh Cherry, bTimo Maas, Sander Kleinenberg, Roger Sanchez, X-Press 2, Ken Ishii |
| EXIT Festival 2005 | 7–10 juli                                            | 150.000     | Apocalyptica, Garbage, The White Stripes, Fatboy Slim, Slayer, Underworld, The Datsuns, Carl Cox, Felix da Housecat, 2 Many DJs |
| EXIT Festival 2006 | 6–9 juli                                             | 150.000     | Franz Ferdinand, Morrissey, Billy Idol, Pet Shop Boys, The Cardigans, The Cult, Dizzee Rascal, HIM, Scissor Sisters, Dave Clarke, David Guetta, Derrick May, Eric Prydz, Jeff Mills, Junior Jack, Simian Mobile Disco, Steve Angello, Suzanne Vega, Moonspell, Madball, Dog Eat Dog, Rambo Amadeus |
| EXIT Festival 2007 | 12–15 juli                                           | 190.000     | Beastie Boys, Snoop Dogg, Wu-Tang Clan, Robert Plant and Strange Sensation, The Prodigy, Groove Armada, Lauryn Hill, Basement Jaxx, Tanya Stephens, The Pipettes, Cansei de Ser Sexy, Audio Bullys, Trentemøller, Green Velvet, John Digweed, Richie Hawtin, Roger Sanchez, Sébastien Léger, Eric Prydz |
| EXIT Festival 2008 | 10–13 juli                                           | 190.000     | Sex Pistols, Primal Scream, N.E.R.D, Paul Weller, Gogol Bordello, Gossip, The Hives, Manu Chao, Juliette and the Licks, Nightwish, Roni Size, Sham 69, 2 Many DJs, Axwell, Booka Shade, Deep Dish, DJ Hype, High Contrast, Capybara, Kruder & Dorfmeister, Laurent Garnier, Miguel Migs feat. Lisa Shaw, Ministry, Moomin, Noisia, Shy FX & MC:SP, Soulwax, Sven Väth, Tiamat, Tiga, Tom Novy, Zdob şi Zdub |
| EXIT Festival 2009 | 9–12 juli                                            | 165.000     | Moby, Patti Smith, Lily Allen, Madness, The Prodigy, Arctic Monkeys, Manic Street Preachers, Kraftwerk, Korn, Carl Cox b2b Green Velvet, Eric Prydz b2b Adam Beyer, Chase & Status, Sasha b2b John Digweed, Richie Hawtin b2b Dubfire, Steve Angello b2b Sebastian Ingrosso, Sander Kleinenberg b2b Darren Emerson                                                                                          |
| EXIT Festival 2010 | 8–11 juli                                            | 165.000     | Faith No More, Mika, LCD Soundsystem, Placebo, The Chemical Brothers, Röyksopp, Missy Elliott, Crystal Castles, The Horrors, SebastiAn, DJ Mehdi, Midnight Juggernauts, Klaxons, Chromeo, Busy P, Erol Alkan, Crookers, Boys Noize, Yeasayer, Ricardo Villalobos, Josh Wink, David Guetta, Pendulum, The Exploited, Atari Teenage Riot, Behemoth, Bad Brains, Die Antwoord, Suicidal Tendencies             |
| EXIT Festival 2011 | 7–10 juli                                            | 160.000     | Arcade Fire, Pulp, Jamiroquai, Portishead, Grinderman, Editors, House of Pain, Santigold, Bad Religion, Kreator, Beirut (band), Go Back to the Zoo, Underworld, Deadmau5, Groove Armada, Fedde Le Grand, Magnetic Man, Tiga, Digitalism live, Paul Kalkbrenner, Joris Voorn, Steve Aoki, Carl Craig, Hadouken!, Joachim Garraud, Gramophonedzie, Photek, Kensington                                         |
| EXIT Festival 2012 | 12–15 juli                                           | 150.000     | Guns N' Roses, Duran Duran, Erykah Badu, New Order, Plan B, Avicii, Skindred, Suicidal Tendencies, Wolfmother, Hatebreed, Miss Kittin, Thieves Like Us, Knife Party, Laurent Garnier, Gossip, Jacques Lu Cont, Netsky & Dynamite MC, The Toy Dolls, Buraka Som Sistema, Borgore, Felix da Housecat, Richie Hawtin, Skream, Sub Focus, Goldie, Drumsound & Bassline Smith                                    |
| EXIT Festival 2013 | 10–14 juli                                           | 200.000     | Atoms for Peace, Bloc Party, Nile Rodgers & Chic, Cee Lo Green, Snoop Dogg, Nick Cave and The Bad Seeds, Fatboy Slim, The Prodigy, David Guetta, Moonspell, Chase & Status, Diplo, Eric Prydz, Jeff Mills, SBTRKT, Kerri Chandler, DJ Fresh, Rambo Amadeus |
| EXIT Festival 2014 | 10–13 juli                                           | 185.000     | Gloria Gaynor, Damon Albarn, Skrillex, Pet Shop Boys, Suede, Afrojack, Carl Cox, Sabaton, Asian Dub Foundation, Rudimental, Dub FX, The Afghan Whigs, Madball, Disclosure, Queens Of The Stone Age, Tiga, 2Cellos, Gorgon City, Carl Craig, Arkona, Quimby, Green Velvet, Shapeshifter, Heller, Che Sudaka, Sub Focus, Birth of Joy                                                                         |
| EXIT Festival 2015 | 9–12 juli                                            | 190.000     | Emeli Sandé, Milky Chance, Clean Bandit, Hardwell, Martin Garrix, Hudson Mohawke, John Newman, Faithless, Manu Chao, Adam Beyer, Motörhead, Napalm Death, Tom Odell, Kölsch, Klangkarussell, Kerri Chandler. Chris Liebing, Simian Mobile Disco, Leftfield |
| EXIT Festival 2016 | 7–10 juli                                            | 195.000     | Ellie Goulding, Wiz Khalifa, David Guetta, Bastille, Dimitri Vegas & Like Mike, Nicky Romero, Sigma, Sub Focus, Ms. Dynamite, Anti-Flag, George Clinton & Parliament-Funkadelic, The Prodigy, The Vaccines, Tinariwen, Richie Hawtin, Dave Clarke |
| EXIT Festival 2017 | 6–9 juli                                             | 215.000     | The Killers, Years & Years, Hardwell, Liam Gallagher, Nina Kraviz, Paul Kalkbrenner, Rag'n'Bone Man, Róisín Murphy, Faithless DJ set, Lost Frequencies, Black Sun Empire, Noisia, Jake Bugg, Booka Shade, Robin Schulz, Bad Company, Jeff Mills |
| EXIT Festival 2018 | 12–15 juli                                           | 200.000     | David Guetta, Grace Jones, Martin Garrix, Migos, Fever Ray, Madball, Nina Kraviz, Carl Craig, Grave Digger, Ziggy Marley, Dog Eat Dog, Slapshot, My Baby, Kölsch, The Adolescents, French Montana, Delta Heavy |
| EXIT Festival 2019 | 4–7 juli                                             | 200.000     | The Cure, Carl Cox, Maceo Plex, The Chainsmokers, Chase & Status, Paul Kalkbrenner, Mahmut Orhan, Greta Van Fleet, Solomun, Tale Of Us, Tom Walker, Dimitri Vegas & Like Mike, Skepta, Jeff Mills, Amelie Lens, Desiigner |
| EXIT Festival 2020 | 9–12 juli (uitgesteld), 13–16 augustus (geannuleerd) | Geannuleerd | David Guetta, Tyga, James Arthur, DJ Snake, Meduza, ZHU, Boris Brejcha, Fatboy Slim, Metronomy, Sepultura, ARTBAT, Bury Tomorrow, Thundermother, Agnostic Front, Sheck Wes, Roni Size |
| EXIT Festival 2021 | 8-11 juli                                            | 20.000      | David Guetta, Tyga, Robin Schulz, DJ Snake, Meduza, Sabaton, Boris Brejcha, Paul Kalkbrenner, Solomun, ARTBAT, Maceo Plex, Eelke Kleijn, Thundermother, Nina Kraviz, Satori, Honey Dijon, Amelie Lens, 999999999, Denis Sulta |
| EXIT Festival 2022 | 7-10 juli                                            | 205.000     | Calvin Harris, Iggy Azalea, Alok, James Arthur, Joel Corry, ACRAZE, Jax Jones, Shouse, Masked Wolf, ZHU, Molchat Doma, Boris Brejcha, Nick Cave & the Bad Seeds, ATB, Monolink, Sepultura, Reinier Zonneveld, Bury Tomorrow, Afrojack, Blind Channel, Discharge, Napalm Death, Honey Dijon, Satori, Maceo Plex, Denis Sulta, Noisia                                                                         |
| EXIT Festival 2023 | 6-9 juli                                             |             | Nog niet bekendgemaakt |